# Flamenco blues experience
Flamenco Blues Experience es un álbum de Vargas Blues Band, lanzado en 2008. Contiene canciones muy conocidas como: No Pasa Nada, Blues Para Lucía o Walking The Streets.                                                                          El álbum fue grabado en los Estudios "Ardent", en Memphis,Tennessee, Estados Unidos; en los Estudios "Track", en Madrid, "Bola", en Sevilla, "La Bodega", Jérez y "Garate", en Guipúzcoa,           España y masterizado en "Euphonic Masters", en Memphis. El arte de                  tapa fue realizado por Bob Masse, el trabajo artístico fue diseñado  por Manuel Guío y las fotografías fueron tomadas por Javier Salas Tapa) y Juan Luis Vela (Fotografías Internas). 
Este trabajo es un homenaje a Are You Experienced? de Jimi Hendrix. En él intenta unir su blues con el flamenco.

## Canciones
1. "Walking The Streets" (Javier Vargas/Jeffrey David Espinoza/David Edward Tenholder) – 3:38
2. "Blues In My Soul" (Javier Vargas/Jeffrey David Espinoza/Mauri Sanchís) – 5:04
3. "Ya Ya Ya, Looking For My Baby" (Melvin Smith/James Starkes) – 2:55
4. "Beautiful Woman" (Javier Vargas/Rebeca O. Prieto/Mauri Sanchís) – 4:39
5. "Blues Para Lucía" (Instrumental)(Javier Vargas/Raimundo Amador/Mauri Sanchís) – 5:11
6. "No Pasa Nada" (Javier Vargas/David Edward Tenholder) – 4:22
7. "Tierra del Vino" (Instrumental)(Javier Vargas) – 6:31
8. "Bluevision" (Javier Vargas/David Edward Tenholder/Mauri Sanchís) – 4:47
9. "Blues De Los Colores" (Instrumental)(Javier Vargas/The Cherry Boppers) – 7:55
10. "Mojo Hand" (Javier Vargas/David Edward Tenholder) – 4:03
11. "Your Love Is A Jail" (Javier Vargas/Jeffrey David Espinoza/Manuel Tallafé) – 8:17

## Créditos
- Javier Vargas: Guitarras
- Tony Cuenca: Bajo (excepto en "Ya Ya Ya, Looking for My Baby"; "Blues de los Colores"; "Tierra del Vino" y "Your Love is A Jail")
- Bobby Alexander: Voz (excepto en "Blues in My Soul" y "Bluevision")
- Steve Potts: Batería (excepto en "Beautiful Woman", "Blues de los Colores" y "Tierra del Vino")
- Frank Marino: Guitarra (en "Blues in My Soul")
- Devon Allman: Voz (en "Blues in My Soul")
- Mauri Sanchís: Teclados (excepto en "Walking the Streets", "Tierra del Vino" y "Blues de los Colores")
- David Smith: Bajo (en "Ya Ya Ya, Looking for My Baby" y "Your Love is A Jail")
- José Taboada: Guitarra Española (en "Beautiful Woman")
- Álvaro "Chévere" Tarquino: Percusión (en "Beautiful Woman", "Blues para Lucía" y "No Pasa Nada")
- Gustavo Segura: Batería (en "Beautiful Woman")
- Angélica Leiva La Tremen: Voz(en "Beautiful Woman" y "Blues para Lucía")
- Raimundo Amador: Guitarra Española (en "Blues para Lucía" y "No Pasa Nada")
- Sharon Mitchell: Voz (en "Blues para Lucía" y "Bluevision")
- Manuel Tallafé: Voz (en "No Pasa Nada" y "Your Love is A Jail")
- Paqui: Voz y Guitarra Española (en "Tierra del Vino")
- Manuel Morao aka Rey Morao: Voz y Guitarra Española (en "Tierra del Vino")
- Juan Carlos Mendoza: Bajo (en "Tierra del Vino")
- Manuel de Lucena: Batería (en "Tierra del Vino")
- David Lads Sánchez: Teclado (en "Tierra del Vino")
- Tim Mitchell: Voz (en "Bluevision")
- Lucía del Campo: Órgano Hammond (en "Bluevision")
- Txefo K-Billy: Batería (en "Blues de los Colores")
- Lando Stone: Bajo (en "Blues de los Colores")
- Xixo Yantani: Guitarra (en "Blues de los Colores")
- Ignatius Johnny: Órgano Hammond (en "Blues de los Colores")
- Mihail Goldfingers: Saxofón (en "Blues de los Colores")